# Willem Geubbels
Willem Davnis Louis Didier Geubbels (Villeurbanne, 16 de agosto de 2001) é um futebolista francês que atua como ponta-esquerda. Atualmente, joga no Paris FC.

## Carreira
Geubbels desenvolveu-se através da academia do Lyon. Estreou pela equipe principal em 23 de setembro de 2017, no empate por 3–3 contra o Dijon pela Ligue 1. Ele entrou como substituto do Lucas Tousart aos 84 minutos, tornou-se o primeiro jogador nascido no século XXI a jogar na Ligue 1.

## Seleção Francesa
Em 24 de setembro de 2016 foi convocado pelo treinador Patrick Gonfalone para uma série de dois amistosos com a França Sub-16. Conquistou seu primeiro título com a seleção francesa, o Torneio Val de Marne de 2016.
Em 21 de setembro de 2017, foi convocado para a disputa da Copa do Mundo FIFA Sub-17 de 2017, na Índia.

## Estatísticas
Atualizado até 5 de janeiro de 2018

### Clubes
| Equipe            | Temporada         | Campeonato nacional | Campeonato nacional | Copa nacional | Copa nacional | Competições continentais | Competições continentais | Total | Total |
| Equipe            | Temporada         | Jogos               | Gols                | Jogos         | Gols          | Jogos                    | Gols                     | Jogos | Gols  |
| ----------------- | ----------------- | ------------------- | ------------------- | ------------- | ------------- | ------------------------ | ------------------------ | ----- | ----- |
| Lyon II           | 2017–18           | 10                  | 6                   | –             | –             | –                        | –                        | 10    | 6     |
| Lyon II           | Total             | 10                  | 6                   | –             | –             | –                        | –                        | 10    | 6     |
| Lyon              | 2017–18           | 2                   | 0                   | 1             | 0             | 1                        | 0                        | 4     | 0     |
| Lyon              | Total             | 2                   | 0                   | 1             | 0             | 1                        | 0                        | 4     | 0     |
| Total na carreira | Total na carreira | 12                  | 6                   | 1             | 0             | 1                        | 0                        | 14    | 6     |

## Títulos
França
- Torneio de Val de Marne Sub-16: 2016

### Prêmios individuais
- 60 jovens promessas do futebol mundial de 2018 (The Guardian)[6]